# Dekemhare
Dekemhare – miasto w Erytrei. liczy 31 tys. mieszkańców (2006). Leży na południowy wschód od Asmary. Zostało założone w 1935 roku przez Włochów jako centrum przemysłowe ich ówczesnej kolonii. Podczas wojny o niepodległość Erytrei (1961–1991) miasto zostało poważnie zniszczone. W mieście znajduje się wiele winnic.